# 일본신당
일본신당(일본어: 日本新党)은 1992년부터 1994년까지 존속했던 일본의 정당이다. 구마모토현지사를 지냈던 호소카와 모리히로 등이 기존의 보수·혁신 구도를 타파하고 새로운 정치 질서를 구축하기 위해 창당하였다. 1992년 참의원 선거와 1993년 도쿄 도의회 선거에서 선전했으며 1993년 중의원 선거에서 35석을 획득하였다. 이로써 호소카와 모리히로를 총리로 배출해내 55년 체제를 끝내고 38년 만에 비자민당 정권을 구성하였다. 그러나 정치자금 문제로 호소카와 모리히로가 8개월 만에 총리직에서 물러나면서 당세가 약화하였다. 1994년 신진당 합류를 결정하고 당을 해산하였다.

## 역대 당대표
| 대수 | 이름 | 이름                      | 지역구       | 취임일          | 퇴임일          |
| ---- | ---- | ------------------------- | ------------ | --------------- | --------------- |
| 1    |      | 호소카와 모리히로 (1938-) | 구마모토 1구 | 1992년 5월 22일 | 1994년 12월 9일 |

## 역대 선거 기록

### 중의원
| 선거        | 의석수   | 득표율 | 대표              |
| ----------- | -------- | ------ | ----------------- |
| 1993년 선거 | 35 / 511 | 8.0%   | 호소카와 모리히로 |

### 참의원
| 선거        | 의석수  | 득표율 | 대표              |
| ----------- | ------- | ------ | ----------------- |
| 1992년 선거 | 4 / 252 | 8.0%   | 호소카와 모리히로 |

## 같이 보기
- 55년 체제
- 호소카와 모리히로